# Buk-gu (Daegu)
Buk-gu (en hangeul : 북구 ; hanja : 北區)  est un district  (gu) de Daegu, en Corée du Sud. Il jouxte le comté de Chilgok.

## Quartiers
Buk est divisé en 23 quartiers (dong) : 
- Goseong-dong (고성동 )
- Chilseong-dong (칠성동|)
- Chimsan 1-dong (침산1동)
- Chimsan 2-dong (침산2동)
- Chimsan 3-dong (침산3동)
- Nowon-dong (노원동)
- Sangyeok 1-dong (산격1동)
- Sangyeok 2-dong (산격2동)
- Sangyeok 3-dong (산격3동)
- Sangyeok 4-dong (산격4동)
- Bokhyeon 1-dong (복현1동)
- Bokhyeon 2-dong (복현2동)
- Daehyeon-dong (대현동)
- Geomdan-dong (검단동)
- Mutaejoya-dong (무태조야동)
- Gwanmun-dong (관문동)
- Taejeon 1-dong (태전1동)
- Taejeon 2-dong (태전2동)
- Guam-dong (구암동)
- Gwaneum-dong (관음동)
- Eumnae-dong (읍내동)
- Dongcheon-dong (동천동)
- Gugu-dong (국우동)

## Éducation
- Université nationale de Kyungpook
- Université Yeungjin
- Université des sciences de Taegu
- Collège de santé de Daegu
- Campus de Daegu de l'Université KyungWoon